# Bojanovice u Znojma

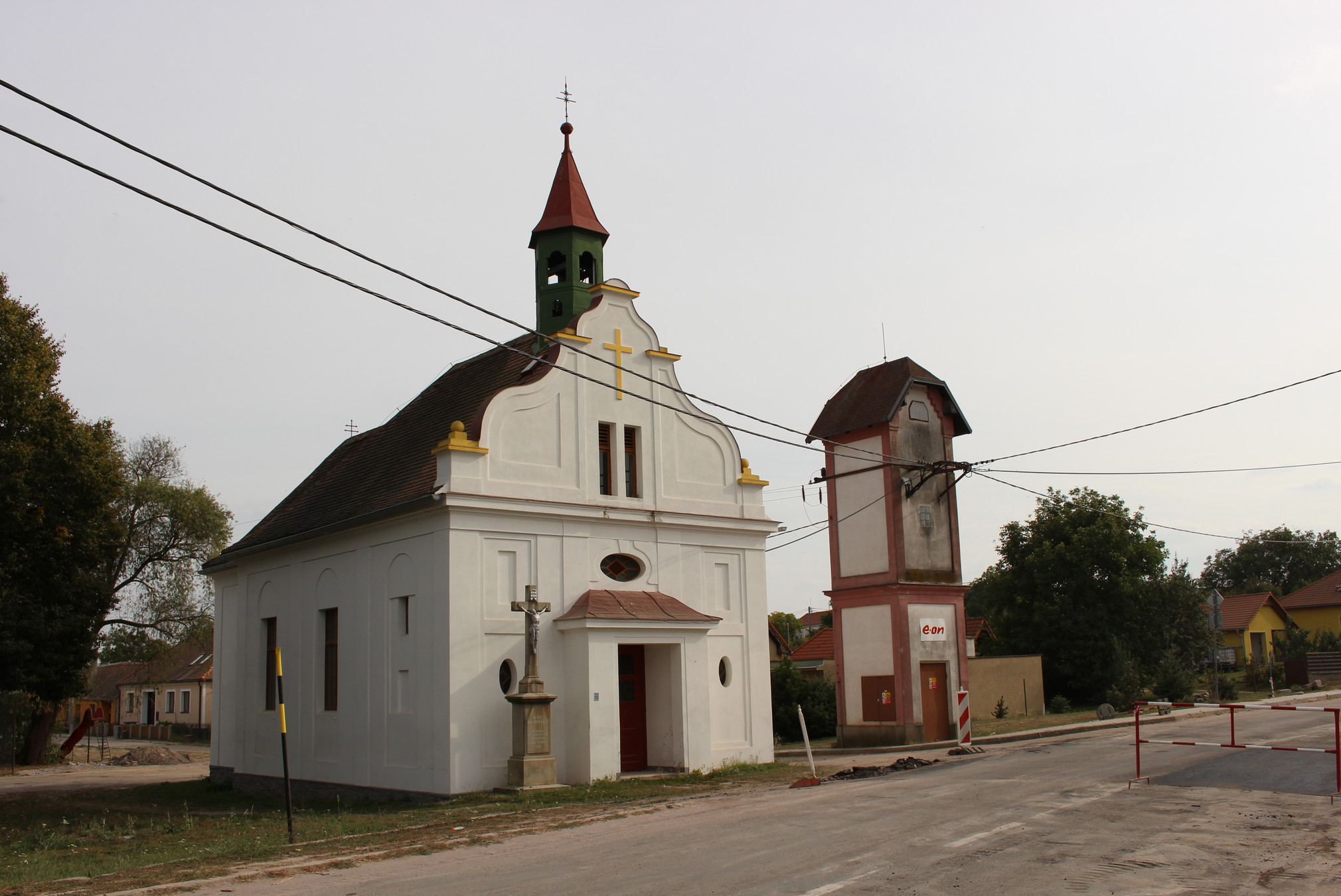
Kapelle des hl. Johannes von Nepomuk

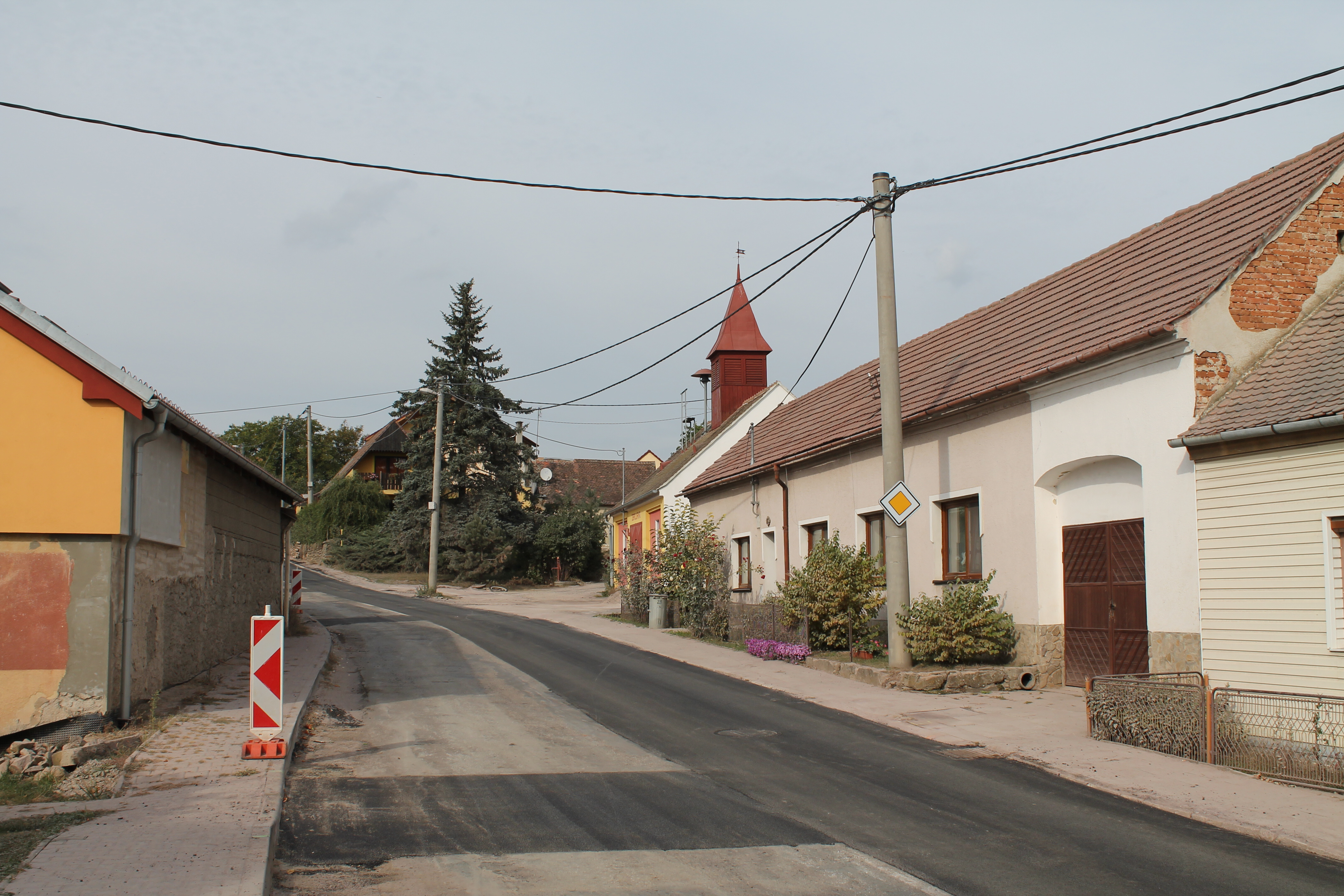
Hauptstraße

Bojanovice (deutsch Bojanowitz) ist eine Gemeinde in Tschechien. Sie liegt 14 Kilometer nördlich von Znojmo und gehört zum Okres Znojmo.

## Geographie
Bojanovice befindet sich im Tal des Baches Bojanovický potok in der Jevišovická pahorkatina (Jaispitzer Hügelland). Das Dorf liegt im Zentrum des Naturparks Jevišovka. Östlich erhebt sich der Zápověď (339 m n.m.), im Süden der Venclův kopec (Wenzelberg, 367 m n.m.) und der Čihadlo (356 m n.m.), südwestlich die Spálená (413 m n.m.) sowie im Nordwesten der Hložek (409 m n.m.). Durch den Ort führt die Staatsstraße II/361 zwischen Znojmo und Jevišovice.
Nachbarorte sind Jevišovice im Norden, Hrázský Mlýn, Černín und Stupešice im Nordosten, Vevčice im Osten, Venclův Mlýn, Rudlice, Šmídův Mlýn, Plaveč, Bábovec, Hlavatův Mlýn und Hluboké Mašůvky im Südosten, Kocanda, Plenkovický Mlýn, Plenkovice, Kravsko und Žerůtky im Süden, Olbramkostel, Čekál, Hostěrádky, Jankovec und Vranovská Ves im Südwesten, Pavlický Dvůr, Pavlice und Grešlové Mýto im Westen sowie Blanné, Boskovštejn und Jiřice u Moravských Budějovic im Nordwesten.

## Geschichte
Archäologische Funde belegen eine Besiedlung der Gegend seit der Jungsteinzeit.
Die erste urkundliche Erwähnung des Dorfes erfolgte im Jahre 1227, als König Ottokar I. Přemysl dem Bítover Burggrafen Peter zum Ausgleich für dessen Dienste bei der Erbauung und Befestigung der neuen Stadt Jemnice das Dorf Bojanovice und einen Hof in Únanov schenkte. Im Jahre 1314 hatte der Vladike Milota von Bojanovice im Ort seinen Sitz. Heralt von Bukovina überschrieb 1356 seiner Frau Zdenka eine Morgengabe aus den Einkünften der Güter Hluboké Mašůvky, Běhařovice, Chvalovice, Našiměřice und dem Hof Bojanovice. Im selben Jahre verkauften die Brüder Vojslav, Jakub, Filip und Janek von Bojanovice ihren Besitz in Bojanovice an Wilhelm von Kunstadt auf Jevišovice. Sezema von Kunstadt erwarb 1365 weitere viereinhalb Huben in Bojanovice vom Pfarrer Archleb aus Bukovina. 1371 überschrieb Jakub von Bojanovice seiner Frau Gertruda eine Morgengabe aus seinen Einkünften von Bojanovice und Němčice. Nachdem Ludvík von Bukovina 1378 auch den Meierhof Bojanovice an Sezema von Kunstadt veräußert hatte, gehörte das gesamte Dorf zur Herrschaft Jevišovice. In Bojanovice bestanden zu dieser Zeit zwei Mühlen, ein Hof und Feste. Letztere galt seit 1414 als wüst.
Nachdem mit dem Tode von Georg Zajímač von Kunstadt der Familienzweig im Mannesstamme erloschen war, fielen die Güter seiner mit dem Oberstkämmerer Hynek Brtnický von Waldstein verheirateten Schwester Katharina zu. Diese setzte im Jahre 1600 ihren Vetter Karl II. von Münsterberg als Erben der Herrschaft ein. Ihm folgte 1617 sein Sohn Karl Friedrich von Münsterberg-Oels. Mit dem Tod von Karl Friedrich von Münsterberg-Oels erlosch 1647 die Linie Münsterberg der Herren von Podiebrad, die Herrschaft fiel seinem Schwiegersohn Silvius Nimrod von Württemberg zu. Dieser trat die Herrschaft Jevišovice an Kaiser Ferdinand III. ab, um das Herzogtum Oels zu erhalten. 1649 kaufte der französische Marschall Jean-Louis Raduit de Souches die Herrschaft für 92.119 Rheinische Gulden. In Folge des Dreißigjährigen Krieges lag Bojanovice größtenteils wüst, neue Siedler wurden mit einer 10-jährigen Freistellung von Robot und Abgaben gewonnen. Nach dem Tode des Marschalls Radiut im Jahre 1682 erbte sein jüngerer Sohn Karl Ludwig de Souches Jevišovice. 1686 errichtete er einen Familienfideikommiss, den sein Sohn Karl Joseph erbte. Dieser vererbte 1737 die Herrschaften Jevišovice und Plaveč seinen Töchtern Maria Anna und Maria Wilhelmina. Im Jahre 1743 kaufte Maria Wilhelminas Ehemann Johann Graf von und zu Ugarte die Herrschaft Jevišovice mit der Burg, dem Garten-Lusthaus und dem Städtchen Jevišovice sowie den Dörfern Střelice, Bojanovice, Černín, Vevčice, Únanov, Hluboké Mašůvky, Pavlice und den Pottaschehäusern für 206.000 Rheinische Gulden. 1756 erbten Ugartes sechs unmündige Kinder den Besitz. 1768 ist in Bojanovice erstmals eine Schule nachweislich. Im Erbvergleich von 1774 erhielt der zweitälteste Sohn, Oberstkanzler Aloys Graf von Ugarte († 1817) die inzwischen mit einem Wert von 480.159 Rheinische Gulden dotierte Herrschaft, 1829 trat sein Neffe und Haupterbe Joseph Graf von Ugarte das Erbe an.
Im Jahre 1834 bestand das Dorf Bojanowitz bzw. Bojanowice aus 45 Häusern mit 274 Einwohnern. Pfarrort war Jaispitz. Bis zur Mitte des 19. Jahrhunderts blieb Bojanowitz der Allodialherrschaft Jaispitz untertänig.
Nach der Aufhebung der Patrimonialherrschaften bildete Bojanovice / Bojanowitz ab 1849 eine Gemeinde im Gerichtsbezirk Znaim. 1868 wurde die Gemeinde Teil des Bezirkes Znaim. Im Jahre 1875 zerstörte ein Großfeuer 17 Häuser. Bojanovice bestand im Jahre 1890 aus 62 Häusern und hatte 337 Einwohner. 1897 kaufte der Wiener Bankier und Großgrundbesitzer Robert Simon Freiherr Biedermann von Túrony (ein Enkel von Michael Lazar Biedermann, 1849–1920) die Grundherrschaft Jaispitz. 1899 wurde in Bojanovice wieder eine Schule eröffnet, zuvor erfolgte der Unterricht in Jevišovice. Im Jahre 1901 wurden 75 Schüler unterrichtet. Beim Zensus von 1900 lebten in dem Dorf 371 Personen, die durchweg tschechischer Nationalität und Katholiken waren. 1916 erwarb der Wiener Industrielle Wilhelm Ritter Ofenheim von Ponteuxin die Grundherrschaft Jaispitz. Dessen Nachkommen veräußerten die Güter Jaispitz und Latein 1939 an den schlesischen Kohlenbaron Eduard Larisch von Mönnich. Nach dem Münchner Abkommen von 1938 blieb Bojanovice bei der Tschechoslowakei und wurde dem Okres Moravské Budějovice zugeordnet. Das Dorf befand sich bis 1945 an der Grenze zum Deutschen Reich. Nach Kriegsende kam die Gemeinde wieder zum Okres Znojmo zurück. Ende 2002 hatte Bojanovice nur noch 176 ständige Einwohner.

## Sehenswürdigkeiten
- Kapelle des hl. Johannes von Nepomuk auf dem Dorfplatz, erbaut 1867
- Naturdenkmal „U Huberta“, südlich des Dorfes im Tal des Hluboký potok. Es umfasst das Sumpfgebiet um den gleichnamigen Teich.
- Stangenbild des hl. Hubertus, am Damm des Teiches „U Huberta“, erneuert im Jahre 2010[5]
- Ofenheim-Stein (Ofenheimův kámen) im Wald am Venclův kopec, in dem verborgenen Felsen befindet sich die Urne des Grundbesitzers Wilhelm Ofenheim († 1932)